# Mauser Gewehr 98
Het Mauser Gewehr 98 (afgekort G98) was een Duits infanteriegeweer dat vanaf 1898 tot 1945 door een aantal Duitse fabrieken werd geproduceerd. Het geweer deed tot 1935 dienst als standaardwapen van de Duitse landmacht, totdat de kortere versie Mauser Karabiner 98k het verving.

## Geschiedenis
De Mauser is ontstaan aan het einde van de 19e eeuw. Het wapen werd in april 1898 geïntroduceerd door de Duitse Keizer Wilhelm II met de naam "Gewehr 98". Het is een grendelgeweer, dat wil zeggen dat nadat er een schot is afgevuurd, de volgende patroon door middel van een handbediende grendel in de kamer moet worden geduwd.
Aanvankelijk waren de wapens van het systeem 98 ingericht voor de patroon 8 × 57 met rondkopkogel, die ook met geweren systeem 88 werd gebruikt. Vanaf 1905 werden de geweren 98 ingericht voor een verbeterde patroon met spitse kogel; het kaliber was vanaf toen 7,92 × 57. Er bestaan ook jacht(kogel)patronen in dit kaliber, meestal aangeduid met 8 × 57 JS of 8 × 57 IS (JS of IS staat voor Infanterie Spitzgeschoss).
Het Gewehr 98 werd het standaardwapen voor alle militaire eenheden in Duitsland. De aangepaste versie Gewehr 98k werd vanaf 1935 gebruikt door de Wehrmacht.
De Mauser werd in de Tweede Wereldoorlog gebruikt door de Duitse militairen. Het werd regelmatig gebruikt als een sluipschuttersgeweer, omdat er eenvoudig een ZF41 2.5x- of ZF41 5x-vizier op te monteren was. In de Tweede Wereldoorlog werden er 2.769.533 Mauser 98K's gebruikt door de Wehrmacht.

## Nederland
Na de Tweede Wereldoorlog werden door het leger in Nederland en Nederlands-Indië gedurende een korte tijd de Duitse Mauserkarabijnen M98 gebruikt. Bij de Nederlandse politie, zowel Rijks- als Gemeentepolitie, waren deze karabijnen (naast door FN nieuw gemaakte Mauserkarabijnen) ook in gebruik tot men overging op de zogenaamde junglekarabijn (.30 M1 carabine).

## Specificaties
- Kaliber: 7,92 mm
- Lengte: 1,25 meter
- Gewicht: 3,9 kg
- Effectief bereik: 400-500 meter
- Aanvangsnelheid kogel: 755 m/seconde
- Vuursnelheid: ± 10 kogels per minuut
- Magazijn: 5 patronen; werden door middel van laadstrips in het magazijn gebracht